# Estrada nacional 30 (Suécia)
A Estrada nacional 30 (em sueco: Riksväg 30) é uma estrada nacional sueca com uma extensão de 120 km, que atravessa a província histórica da Småland. Liga Jönköping a Växjö, passando por Vrigstad e Lammhult.

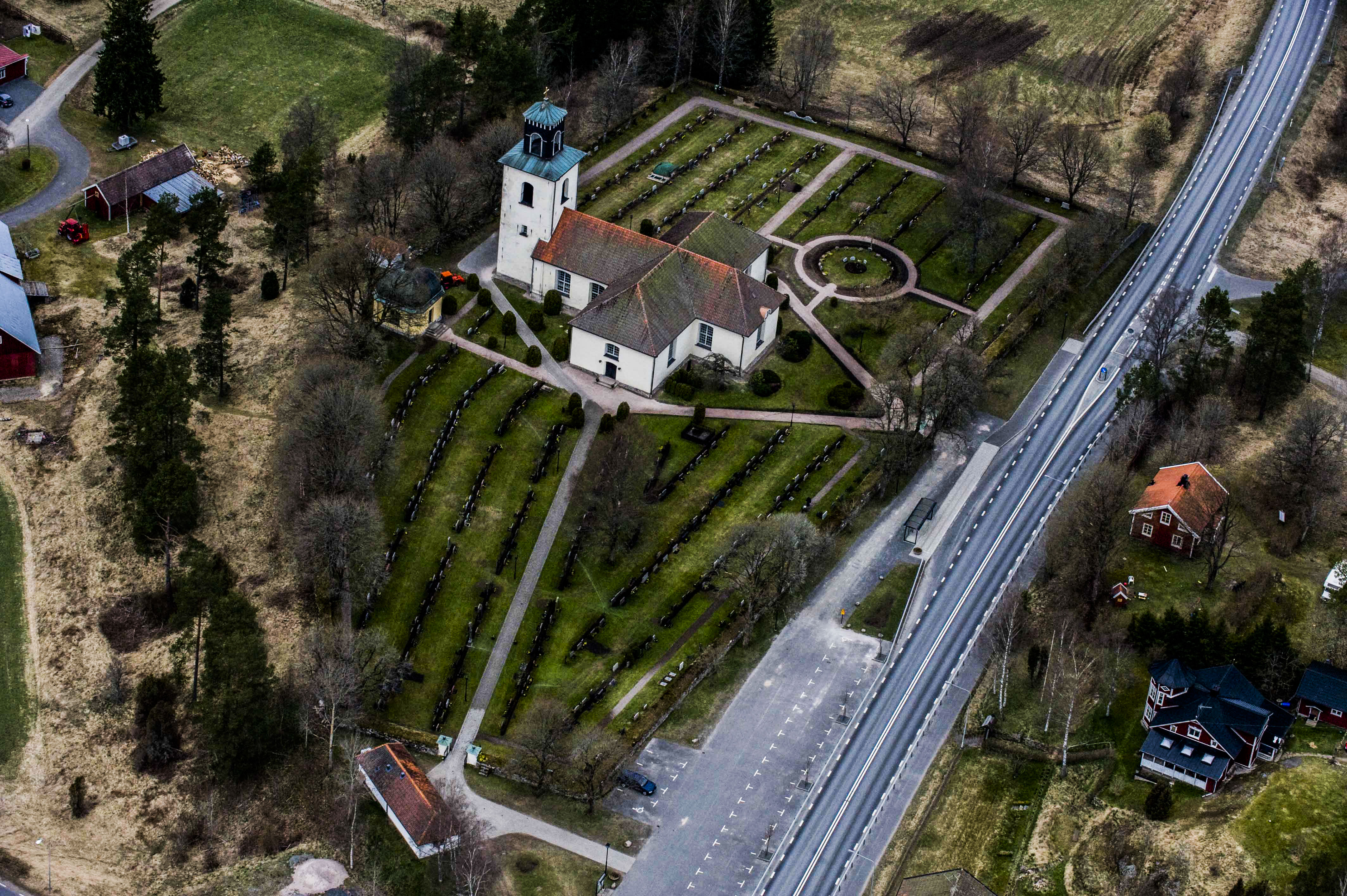
Junto a igreja de Svenarum